# Gloeobacter
Gloeobacter ist eine Gattung der Cyanobakterien.
Sie steht basal im Stammbaum der Cyanobakterien, d. h. ist die Schwestergruppe zu den anderen bekannten Cyanobakterien (Stand 2021); sie werden daher oft in eine eigene Klasse Gloeobacteria gestellt.
Die Gattung Gloeobacter ist einzigartig unter den Cyanobakterien, da sie keine Thylakoide besitzt, die für alle anderen Cyanobakterien und Chloroplasten charakteristisch sind.
Ihre aus verschiedenen Proteinen bestehenden Lichtsammelkomplexe (auch Phycobilisomen genannt) sitzen stattdessen auf der Innenseite der Plasmamembran. Dadurch entsteht der Protonengradient bei Gloeobacter über der Plasmamembran, wogegen er sich bei anderen Cyanobakterien und Chloroplasten über der Thylakoidmembran bildet.
Das gesamte Genom von G. violaceus (Stamm PCC 7421) und von G. kilaueensis ist sequenziert worden. Es wurde festgestellt, dass viele Gene für das Photosystem I und II fehlen, was wahrscheinlich damit zusammenhängt, dass die Photosynthese bei diesen Bakterien nicht wie bei anderen Cyanobakterien in der Thylakoid-, sondern in der Plasmamembran stattfindet.

## Beschreibung
Gloeobacter violaceus produziert mehrere Pigmente, darunter Chlorophyll a, β-Carotin, Oszillol-Diglycosid und Echinenon.
Die violette Färbung ist auf den relativ geringen Chlorophyllgehalt zurückzuführen.
G. kilaueensis wächst mit einigen anderen Bakterien als violett gefärbter Biofilm von etwa 0,5 mm Dicke. Die kultivierten Kolonien sind dunkelviolett, glatt und glänzend.
G. kilaueensis ist meist einzellig, kapselförmig, etwa 3,5×1,5 µm groß und in Schleim eingebettet. Die Zellteilung findet über die gesamte Breite der Zelle statt.
Die Zellen sind gramnegativ gefärbt und besitzen keine Vancomycin-Resistenz.
Sie sind nicht beweglich und gleiten nicht.
Das Wachstum hört bei völliger Dunkelheit auf, so dass Gloeobacter sehr wahrscheinlich obligat photoautotroph ist.

## Arten und Verbreitung
Arten der Gattung nach AlgaeBase:
- Gattung: Gloeobacter  Rippka, J. B. Waterbury & Cohen-Bazire, 2013

- Gloeobacter kilaueaensis J. W. Saw et al.
- Gloeobacter violaceus Rippka, J. B. Waterbury & Cohen-Bazire (Typus)

G. violaceus wurde auf einem Kalksteinfelsen im Schweizer Kanton Obwalden gefunden.

G. kilaueensis kommt in einer Lavahöhle an der Kilauea-Caldera auf Hawaii vor. Er wächst dort bei einer Temperatur um 30 °C und sehr hoher Luftfeuchtigkeit, wobei die Feuchtigkeit kondensiert und vom Biofilm abtropft.

## Evolution
Gloeobacter könnte sich vor 3,7 bis 3,2 Milliarden Jahren von den anderen Cyanobakterien abgespalten haben.
Die Arten von Gloeobacter könnten sich vor 280 Millionen Jahren verzweigt haben.
Anthocerotibacter panamensis, gefunden in einer Probe von Hornkraut (Cerastium) aus einem Regenwald in Panama, hat ebenfalls keine Thylakoide. Es hat nur sehr wenige der  für die Photosynthese erforderlichen Gene, ist aber dennoch dazu in der Lage, wenn auch nur sehr langsam. Diese Gattung könnte sich von Gloeobacter vor etwa 1,4 Ga als Schwestergattung abgespalten haben.
Gemäß AlgaeBase gehört auch diese Gattung zur Familie der Gloeobacteraceae.